# デンジャラス (アルバム)
『デンジャラス』（英: Dangerous）は、1991年11月26日に発売されたマイケル・ジャクソンのアルバム。
全世界のアルバム総売上枚数は3000万枚を超え、史上最も売れたアルバムの上位に位置している。

## 概要
前作『バッド』以来4年ぶりとなるスタジオ・アルバム。
前作『バッド』までのクインシー・ジョーンズとのコンビを解消し、テディー・ライリーを新たなサウンド・プロデューサーに迎えて制作された。
それまでのポップ・ロック・ソウルを中心としたサウンドに、テディの提唱する新たな音楽ジャンル「ニュー・ジャック・スウィング」を融合させて独自の音楽を築いた。オリジナル版の歌詞カードの最初に記載された「DANCE」の文字のように弾けるようなダンサブルさもさることながら、CDフォーマットの制限時間を余すところなく使って多様な楽曲が収録されている。
具体的な曲としては、有名なポップチューン「ブラック・オア・ホワイト」をはじめ、ニュー・ジャック・スウィング時代の訪れを知らせた冒頭曲「ジャム」、ゴスペルを基調とした力強さを持つ曲「ウィル・ユー・ビー・ゼア」、ダークなダンスチューン「フー・イズ・イット」、世界平和を歌ったアンセム「ヒール・ザ・ワールド」などがある。これらの曲には、「マイケル・ジャクソンの代表的な曲」として現在に至るまで親しまれている名曲も多い。テディはクリフォードから「『Dangerous』は時代を先取りしていた」との評価を受けていたとされる。
1992年からペプシがスポンサーになり、「Bad World Tour」以来の、2度目のワールドツアー「Dangerous World Tour」をスタート。ユーコ・スミダ・ジャクソンも参加した。収益金はマイケルが設立したヒール・ザ・ワールド基金に寄付された。7月には自らの詩や写真、絵などを紹介する本「ダンシング・ザ・ドリーム」を発表した。
1993年1月には、クリントン大統領の「アメリカン・リユニオン：第52回大統領祝賀会」での就任コンサートで「ゴーン・トゥー・スーン」「ヒール・ザ・ワールド」を披露した。2月にはTVの人気トーク番組「オプラ・ウィンフリー・ショー」にネバーランドでのライブインタビューという形で出演した。そこではムーンウォークのやり方を実際にマイケルが見せてくれたり、即興で「Who is it」をアカペラで歌った（翌日からラジオで同曲のリクエストが全国的に殺到する“事件”が起きた）。彼が皮膚病の尋常性白斑に罹患していることを公表したのも、この番組の中であった。

## シングル
1991年10月に発売された、このアルバムからの先行シングル「ブラック・オア・ホワイト」は文化的価値観の違いを乗り越えようという歌詞が多くの人に受け入れられ、20か国以上のチャートで1位を獲得した。全米チャートにおいては7週連続1位に輝いている。
古典的なロックのリフを基調としつつ、アフリカ音楽を思わせるビートや強烈なラップをフィーチャーしたこの楽曲は、音楽的にもクインシーから完全に独り立ちしたマイケルの姿を全世界に見せ付けた。ショートフィルムでは「スリラー」を手がけたジョン・ランディスが、再び監督として参加。当時としては最新の映像技術であるモーフィングが採用され話題となった。日本人ダンサーであるユーコ・スミダ・ジャクソンも参加した。ところがこのショートフィルムは、後半のソロ・ダンスシーンが暴力的及び性的な要素が強すぎるとして一般放映が中止されるという事態に陥る。マイケルのマスターベーションを思わせる性的なダンスや、車や店のガラス窓を破壊する行為が問題とされ、暫くの間は後半部分をカットしたバージョンが放映されることとなった。後に問題の後半部分を含んだフルバージョンのショートフィルムはその部分の映像に黒豹が登場することからパンサー・バージョンと呼ばれるようになった。なお、この映像は現在ではヨーロッパでは一斉放映が許可されている。またマイケルのビデオ作品でも見ることができる。
1992年1月には「リメンバー・ザ・タイム」を発売。翌月公開されたショートフィルムはエジプトの王国をモチーフにしたもので、エディ・マーフィ、イマン・アブドゥルマジド、マジック・ジョンソンと共演した。なかでもイマンとのキスシーンは話題となった。監督は、ジョン・シングルトンが務めた。テディはのちのインタビューでは今までに自分が手がけた曲の中では最高傑作と言っている。マイケルも同月アフリカに行ってツアーを開始したが、体調不良になり日程を短縮した。この際に訪れたコートジボワールでは「サン族の王冠」の称号を授与されている。エディとはその後「Whatzupwitu」でも共演した。
4月にはナオミ・キャンベルと官能的な求愛を繰り広げる「イン・ザ・クローゼット」（監督は写真家のハーブ・リッツ）が発表される。7月にはNBAのマイケル・ジョーダンとMJ同士で共演する「ジャム」が発表された。これらの作品では多くの有名人が出演しており、マイケルの交友の広さが窺える。

## 反響・評価
デンジャラスは1991年11月26日に発売され、12月14日にBillboard 200で初登場1位を獲得し、さらに三週間も首位を維持した。1992年1月までに、このアルバムはアメリカで400万枚以上の売り上げを記録し、アメリカレコード協会(RIAA)から4×プラチナ認定を受けた。
アメリカン・ミュージック・アワードに於いてフェイバリット・ポップ／ロックアルバム賞、ソウル・トレイン・ミュージック・アワードではベストR&B・ソウルアルバム賞を獲得した。
ビルボード誌の選ぶグレイテスト・オブ・オールタイムR&B/ヒップホップアルバムでは43位にランクインしている。
今までの販売枚数は、3000万枚を超えているとされる。

## 未収録曲
- 「モンキー・ビジネス」が2004年の『マイケル・ジャクソン:アルティメット・コレクション』に収録された、「デンジャラス」の初期デモも収録されている。
- 「サムワン・プット・ユア・ハンド・アウト」は1987年に制作が開始され、その後改めて1990年から1992年にかけて作り直された。この「サムワン・プット・ユア・ハンド・アウト」は『デンジャラス・ツアー』をプロモーションする目的で、ペプシの懸賞用シングルとしてのみ配布。その後『アルティメット・コレクション』や『キング・オブ・ポップ』の一部国の盤に収録された。
- 「スレイヴ・トゥ・ザ・リズム」はティンバランドとJ Rocによるリミックスを施された上で2014年のアルバム『エスケイプ』に収録された。

## 収録曲
| #         | タイトル                     | 作詞・作曲                                                                | 時間  |
| --------- | ---------------------------- | ------------------------------------------------------------------------- | ----- |
| 1.        | 「Jam」                      | マイケル・ジャクソン レネ・ムーア テディ・ライリー ブルース・スウェーデン | 5:39  |
| 2.        | 「Why You Wanna Trip On Me」 | テディ・ライリー バーナード・ベル                                         | 5:25  |
| 3.        | 「In The Closet」            | マイケル・ジャクソン テディ・ライリー                                     | 6:32  |
| 4.        | 「She Drives Me Wild」       | マイケル・ジャクソン テディ・ライリー                                     | 3:41  |
| 5.        | 「Remember The Time」        | マイケル・ジャクソン テディ・ライリー バーナード・ベル                    | 4:00  |
| 6.        | 「Can't Let Her Get Away」   | マイケル・ジャクソン テディ・ライリー                                     | 5:01  |
| 7.        | 「Heal The World」           | マイケル・ジャクソン                                                      | 6:24  |
| 8.        | 「Black Or White」           | マイケル・ジャクソン ビル・ボットレル                                     | 4:16  |
| 9.        | 「Who Is It」                | マイケル・ジャクソン                                                      | 6:35  |
| 10.       | 「Give In To Me」            | マイケル・ジャクソン ビル・ボットレル                                     | 5:29  |
| 11.       | 「Will You Be There」        | マイケル・ジャクソン                                                      | 5:58  |
| 12.       | 「Keep The Faith」           | マイケル・ジャクソン サイーダ・ギャレット                                 | 7:39  |
| 13.       | 「Gone Too Soon」            | ラリー・グロスマン バズ・コーハン                                         | 3:22  |
| 14.       | 「Dangerous」                | マイケル・ジャクソン ビル・ボットレル テディ・ライリー                    | 6:59  |
| 合計時間: | 合計時間:                    | 合計時間:                                                                 | 77:00 |

## チャート
| チャート (1991–2021年)                        | 最高位 |
| --------------------------------------------- | ------ |
| アルゼンチン (CAPIF)                          | 2      |
| オーストラリア (ARIA)                         | 1      |
| オーストリア (Ö3 Austria)                     | 2      |
| ベルギー (Ultratop Flanders)                  | 134    |
| ベルギー (Ultratop Wallonia)                  | 115    |
| ブラジル (Pro-Música Brasil)                  | 4      |
| カナダ (The Record)                           | 2      |
| チェコ (IFPI)                                 | 2      |
| デンマーク (ヒットリステン)                   | 1      |
| オランダ (MegaCharts)                         | 1      |
| ヨーロッパ (Music & Media)                    | 1      |
| フィンランド (スオメン・ヴィラリネン・リスタ) | 1      |
| フランス (SNEP)                               | 1      |
| ドイツ (Offizielle Top 100)                   | 1      |
| ギリシャ (IFPI)                               | 1      |
| ハンガリー (マハーズ)                         | 5      |
| アイルランド (IRMA)                           | 1      |
| イタリア (Musica e dischi)                    | 2      |
| 日本 (オリコン)                               | 5      |
| メキシコ (AMPROFON)                           | 6      |
| ニュージーランド (RMNZ)                       | 1      |
| ノルウェー (VG-lista)                         | 1      |
| ポーランド (ZPAV)                             | 6      |
| ポルトガル (AFP)                              | 7      |
| スペイン (AFYVE)                              | 1      |
| スウェーデン (Sverigetopplistan)              | 2      |
| スイス (Schweizer Hitparade)                  | 1      |
| イギリス (OCC)                                | 1      |
| US Billboard 200                              | 1      |
| US Top R&B/Hip-Hop Albums (Billboard)         | 1      |

| チャート (1991年)        | 順位 |
| ------------------------ | ---- |
| オーストラリア (ARIA)    | 47   |
| カナダ (RPM)             | 59   |
| オランダ (Album Top 100) | 86   |
| イギリス (OCC)           | 4    |

| チャート (1992年)                                 | 順位 |
| ------------------------------------------------- | ---- |
| オーストラリア (ARIA)                             | 19   |
| オーストリア (Ö3 Austria)                         | 5    |
| カナダ (RPM)                                      | 22   |
| オランダ (Album Top 100)                          | 12   |
| ドイツ (Offizielle Top 100)                       | 3    |
| ニュージーランド (RMNZ)                           | 13   |
| スイス (Schweizer Hitparade)                      | 4    |
| イギリス (OCC)                                    | 4    |
| 全米 Billboard 200                                | 2    |
| 全米 トップ R&B/ヒップホップ アルバム (Billboard) | 3    |

| チャート (1993年)                                 | 順位 |
| ------------------------------------------------- | ---- |
| オーストラリア (ARIA)                             | 27   |
| オーストリア (Ö3 Austria)                         | 20   |
| カナダ (RPM)                                      | 68   |
| オランダ (Album Top 100)                          | 15   |
| ドイツ (Offizielle Top 100)                       | 6    |
| ニュージーランド (RMNZ)                           | 2    |
| 全米 Billboard 200                                | 38   |
| 全米 トップR&B/ヒップホップ・アルバム (Billboard) | 28   |

| チャート (2009年) | 順位 |
| ----------------- | ---- |
| イギリス (OCC)    | 144  |

| チャート (1990–1999年) | 順位 |
| ---------------------- | ---- |
| イギリス (OCC)         | 17   |
| 全米 Billboard 200     | 44   |